# Хотимльская волость (Карачевский уезд)
Хоти́мльская волость — административно-территориальная единица в составе Карачевского уезда.
Административный центр — село Хотимль.

## История
Волость образована в ходе реформы 1861 года; первоначально называлась «Алисовская», так как волостным центром являлось село Алисово. В конце 1870-х годов утвердилось название «Хотимльская».
Около 1918 года Хотимльская волость вошла в состав новообразованной Алехинской волости.
Ныне территория бывшей Хотимльской волости находится в Хотынецком районе Орловской области.

## Состав волости
В 1887 году в состав Хотимльской волости входили 2 села — Алисово и Хотимль — и 23 деревни:
Нарышкина, Изморознь, Кузминка, Фроловка, Пенькова, Азарова, Мертвая, Одринка, Теребиловка, Малая Нарышкина, Ленивка, Кульнева, Невольная, Крутая, Уричи, Вшивка, Умрихина, Скворцова, Шишкина, Строева, Попова Поляна (Дудкина), Шепелева, Юрьева.